# Alpaida kartabo
Alpaida kartabo là một loài nhện trong họ Araneidae.
Loài này thuộc chi Alpaida. Alpaida kartabo được Herbert Walter Levi miêu tả năm 1988.